# Уран-свинцевий метод
Ура́н-свинце́вий метод — один із методів радіоізотопного датування. Застосовується до геологічних об'єктів, що містять уран, та заснований на визначенні того, яка його частка встигла розпастися за час існування об'єкта (точніше, від моменту кристалізації мінералів у ньому). Використовуються два ізотопи урану, ланцюжки розпаду яких закінчуються різними ізотопами свинцю; це сильно підвищує надійність методу. Цей метод вважається «золотим стандартом» геохронології.

## Загальний опис
Даний метод — один із найдавніших та найретельніше розроблених способів радіоізотопного датування та, за якісного виконання, — найнадійніший метод для зразків з віком порядку сотень мільйонів років. За такого віку може бути досягнута точність порядку 0,1 %. Дозволяє визначити навіть вік зразків, лише трохи молодших за Землю, внаслідок великого періоду напіврозпаду ізотопів урану, які використовуються. Велика надійність і точність досягається завдяки тому, що використовуються дані по двох ланцюжках розпаду, а також завдяки деяким властивостям циркону — мінералу, що зазвичай використовується для уран-свинцевого датування.
Використовуються такі перетворення ізотопів:
238U → 206Pb з періодом напіврозпаду 4,47 млрд років (ряд радію — див. Радіоактивні ряди),
235U → 207Pb з періодом напіврозпаду 704 млн років (ряд актинію).
Іноді на додачу до них використовують розпад торію-232 (уран-торій-свинцевий метод):
232Th → 208Pb з періодом напіврозпаду 14,01 млрд років (ряд торію).
Усі ці перетворення йдуть у багато стадій, але проміжні нукліди розпадаються набагато швидше за материнські.
При обчисленні віку використовуються наступні значення констант розпаду, які прийняті у 1977 р.:
238U: 1,55125·10−10 рік−1;
235U: 9,8485·10−10 рік−1;
232Th: 4,9475·10−11 рік−1;
Сучасне співвідношення ізотопів урану 238U/235U приймається рівним 137,88.
Періоди напіврозпаду ізотопів урану визначені з дуже великою точністю (більшою, ніж, наприклад, для 40K). Але у випадку найбільш точних датувань неточність періодів напіврозпаду виходить на перше місце серед джерел похибки.
Великою перевагою свинцевого методу в порівнянні з іншими геохронометрами є можливість отримання в одному зразку, що містить уран і торій, чотирьох незалежних оцінок віку за ізотопними відношеннями: 206Pb/238U, 207Pb/235U і 208Pb/232Th та 207Pb/206Pb, у зв'язку з тим що ізотопи свинцю 207Pb і 206Pb є продуктами хімічно ідентичних ізотопів урану з різними періодами напіврозпаду. Останній спосіб дозволяє визначати вік мінералу без встановлення кількості урану (свинець-свинцевий метод).

## Мінерали, що використовуються
Уран-свинцевий метод заснований на явищі розпаду нуклідів 238U, 235U, 232Th, і в зв'язку з цим його застосовують для широкого кола природних об'єктів, які містять уран і торій. Такими об'єктами можуть бути як радіоактивні і акцесорні мінерали (уранініт, настуран, торит, монацит, апатит, ортит, титаніт, циркон, бадделеїт), так і породи карбонатного (в тому числі кальцит і арагоніт) і силікатного (від основних до кислих та лужних) складу. Іноді використовуються й породи, що складаються з суміші різних мінералів.
Найчастіше для датувань уран-свинцевим методом використовують циркон. Він має велику міцність, стійкість до хімічних впливів, високу температуру закриття (тобто не обмінюється речовиною з навколишнім середовищем аж до сильного нагрівання). Також важливо, що він широко розповсюджений у вивержених породах. В його кристалічну ґратку легко вбудовується уран і не вбудовується свинець, тому весь свинець у складі циркону зазвичай можна вважати радіогенним. У разі потреби кількість нерадіогенного свинцю можна розрахувати за кількістю свинцю-204, який не утворюється при розпаді даних ізотопів урану.

## Методика врахування втрат свинцю

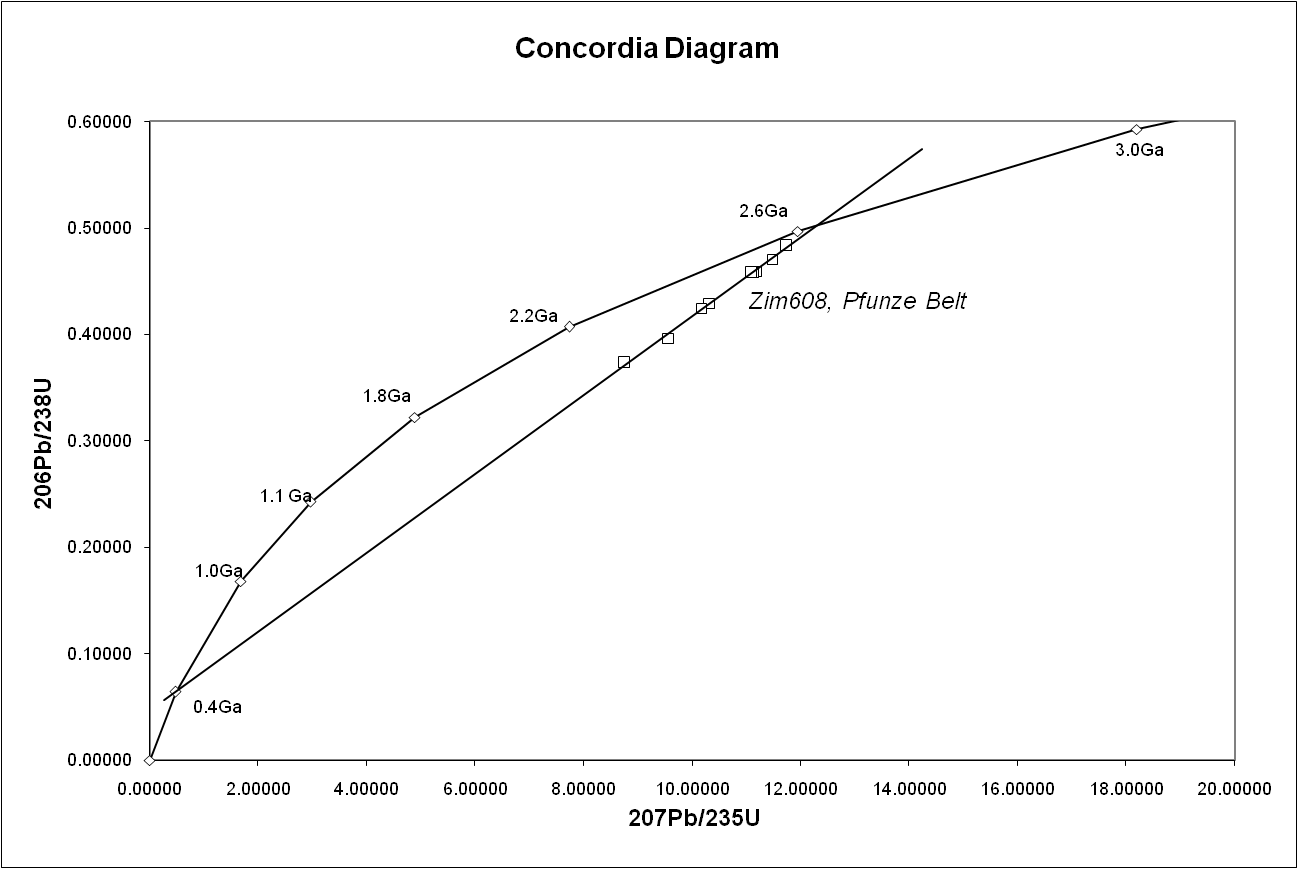
Вигнута лінія — конкордія, на ній біля круглих точок позначено відповідні значення віку. Квадратні точки — результати вимірювань. Проведена через них пряма перетинає конкордію в точці, що показує вік об'єкта (тут близько 2,6 млрд років). За даними для циркону з архейських порід Зімбабве.

Використання двох ізотопів урану дає можливість визначити вік об'єкта навіть у разі втрати їм деякої частини свинцю. Оскільки 235U розпадається швидше, ніж 238U, відношення {\displaystyle {^{\text{207}}\,\!{\text{Pb}}} \over {^{\text{235}}\,\!{\text{U}}}} росте швидше, ніж {\displaystyle {^{\text{206}}\,\!{\text{Pb}}} \over {^{\text{238}}\,\!{\text{U}}}}. Для зразків, в історії яких не було втрати або привнесення ізотопів, які розглядаються, обидва ці співвідношення ростуть з віком строго визначеним чином. Тому на графіку, уздовж осей якого відкладені ці величини, точки, що відповідають таким зразкам, можуть лежати тільки на одній певній лінії. Ця лінія відома як конкордія або крива узгоджених значень абсолютного віку. В міру старіння зразка точка рухається уздовж неї. Таким чином, кожній точці конкордії відповідає певний вік зразка. Нульовому віку відповідає початок координат (0,0).
Якщо зразок втрачає свинець, то відсоток втрат однаковий для всіх його ізотопів. Тому точка, що відповідає зразку, зсувається з конкордії у напрямку точки (0,0). Величина зсуву залежить від кількості втраченого свинцю. Якщо взяти з одного геологічного об'єкта кілька зразків, які відрізняються величиною цих втрат, відповідні точки будуть лежати на прямій, яка перетинає конкордію і вказує приблизно на початок координат. Ця пряма відома як дискордія; вона є ізохроною (тобто, всі її точки відповідають одному віку). Верхня точка перетину конкордії з цією прямою і показує вік об'єкта.
Положення другої (нижньої) точки перетину часто інтерпретується як показник віку події метаморфізму, яка призвела до втрати свинцю. Якщо вона сталася недавно, дискордія проходить точно через початок координат. Згідно з математичними моделями, у міру старіння зразка дискордія повертається за годинниковою стрілкою навколо верхньої точки перетину і, таким чином, нижня точка перетину рухається в бік більшого віку. Але якщо втрата свинцю була не одномоментною, а розтягнутою на час, порівнянний з віком зразка, дискордія перестає бути прямою лінією. Тоді положення точки перетину апроксимуючої її прямої з конкордією ні про що не говорить. Поступова втрата свинцю — нерідке явище завдяки тому, що вона сильно полегшена в місцях радіаційного пошкодження кристалів. Тому зараз вважається, що нижню точку перетину конкордії й дискордії потрібно інтерпретувати як показник віку можливої події метаморфізму тільки тоді, коли є які-небудь ознаки такої події.
Положення верхньої точки перетину не залежить від того, одномоментною чи поступовою була втрата свинцю; ця точка показує вік об'єкта в обох випадках.

## Методи вимірювань
Вимірювання ізотопного складу свинцю виконується на мас-спектрометрах. Іноді при вимірах концентрації ізотопів необхідне велике просторове розділення, бо ступінь пошкодження радіацією і різними зовнішніми чинниками може сильно відрізнятися в межах одного кристала. Тоді використовується мас-спектрометрія вторинних іонів за допомогою іонного мікрозонда. Також застосовується мас-спектрометрія з індуктивно-зв'язаною плазмою.